# Ricardo Udler
Ricardo Udler Cymerman (n. La Paz) es un médico ginecólogo boliviano quien ejerce actualmente como Presidente del Círculo Israelita de Bolivia.
Udler nació en La Paz. Es Presidente del Círculo Israelita de Bolivia, sociedad que agrupa a la comunidad judía boliviana. En la actualidad, la comunidad judía de Bolivia está compuesta por aproximadamente 500 miembros, siendo una de las comunidades judías más pequeñas de América del Sur.
Asimismo, Udler es notable por su activismo en la defensa de la comunidad judía de los actos antisemitas que han tenido lugar en los últimos años durante la administración del presidente Evo Morales.